# Alue Papeun (Tanah Jambo Aye)
Alue Papeun is een bestuurslaag in het regentschap Aceh Utara van de provincie Atjeh, Indonesië. Alue Papeun telt 858 inwoners (volkstelling 2010).